# پریانکا اوپندرا
پریانکا اوپندرا (متخلص به نام تریودی) یک هنرپیشه هندی است که بیشتر در فیلم‌های زبان کانادایی ظاهر می‌شود.
پریانکا در کلکته به دنیا آمد. مادرش اهل بنگال غربی و پدرش اهل اوتار پرادش است. او ده سال از دوران تحصیل خود را در ایالات متحده و حدود سه سال را در سنگاپور گذراند. با مدرک بازرگانی از کالجی در کلکته فارغ‌التحصیل شد. او در اواخر دهه ۱۹۹۰ در تبلیغات تلویزیونی برای برندهایی مانند پیلزبوری ظاهر شد. اولین تجربه بازیگری او در فیلمی به کارگردان باسو چاترجی بود.